# Ахматово (Атяшевський район)
Ахма́тово (рос. Ахматово, ерз. Ахматово) — село у складі Атяшевського району Мордовії, Росія. Входить до складу Кіржеманського сільського поселення.

## Населення
Населення — 196 осіб (2010; 245 у 2002).
Національний склад (станом на 2002 рік):
- росіяни — 73 %
- ерзяни — 27 %